# Stefano Patuanelli
Stefano Patuanelli, né le 8 juin 1974 à Trieste, est un homme politique italien membre du Mouvement 5 étoiles (M5S).
De 2021 à 2022, il est ministre des Politiques agricoles, alimentaires et forestières dans le gouvernement de Mario Draghi.

## Biographie
Stefano Patuanelli naît le 8 juin 1974 à Trieste. Il est ingénieur de profession.
Quatre ans avant la fondation du Mouvement 5 étoiles (M5S), il participe aux « Groupes des amis de Beppe Grillo », futur fondateur du mouvement. Il est élu en 2011 conseiller communal de Trieste, où il préside le groupe du M5S. Aux élections générales de 2018, il est élu sénateur puis devient président du groupe parlementaire du M5S.
Après la chute du gouvernement de coalition avec la Ligue, il mène avec succès les premières négociations avec le Parti démocrate (PD) pour former une nouvelle majorité. Il est très proche du chef politique du M5S Luigi Di Maio.
Le 5 septembre 2019, Stefano Patuanelli devient ministre du Développement économique du second gouvernement de l'indépendant Giuseppe Conte. Le 13 février 2021, il devient ministre des Politiques agricoles, alimentaires et forestières au sein  de Mario Draghi.